# Onthophagus favrei
Onthophagus favrei là một loài bọ cánh cứng trong họ Bọ hung (Scarabaeidae).